# Dänischer Fußballpokal 1983/84
Der Dänische Fußballpokal 1983/84 war die 30. Austragung des dänischen Pokalwettbewerbs der Männer. Er wurde vom dänischen Fußballverband ausgetragen. Das Finale fand traditionell am Himmelfahrtstag (31. Mai 1984) im Københavns Idrætspark von Kopenhagen statt. Pokalsieger wurde Lyngby BK, der sich im Finale gegen Kjøbenhavns Boldklub durchsetzte.
Das Halbfinale wurde in Hin- und Rückspiel entschieden. In den anderen Runden wurden die Begegnungen in einem Spiel ausgetragen. Bei unentschiedenem Ausgang wurde zur Ermittlung des Siegers eine Verlängerung gespielt. Stand danach kein Sieger fest, folgte ein Elfmeterschießen.

## 1. Runde
Es nahmen 48 Mannschaften von der dritten Klasse abwärts sowie acht Zweitligisten teil.
|                         | Ergebnis              |                         |
| ----------------------- | --------------------- | ----------------------- |
| IF AS Aarhus            | 0:1                   | Kolding BK              |
| Assens FC               | 0:1 n. V.             | Nørresundby BK          |
| B 1908 Amager           | 0:1                   | Gladsaxe-Hero BK        |
| B 1921 Nykøbing         | 8:1                   | Maribo BK               |
| Dragør BK               | 0:5                   | Fremad Amager           |
| Greve IF                | 7:0                   | Espergærde IF           |
| Grindsted G&IF          | 0:5                   | Viborg FF               |
| Hjortshøj-Egå IF        | 1:1 n. V. (4:2 i. E.) | Tåsinge fB              |
| Herning KFUM            | 0:4                   | Holstebro BK            |
| Hellerup IK             | 1:4                   | Kalundborg GB           |
| Horsens fS              | 0:1                   | Odense Kammeraternes SK |
| KFUM Kopenhagen         | 2:4                   | B 1938 Idestrup         |
| Korsør BK               | 3:2                   | FIF Hillerød            |
| Lindholm IF             | 2:1                   | Middelfart G&BK         |
| Lundtofte BK            | 3:1                   | IF Skjold Birkerød      |
| Nakskov BK              | 6:2                   | BK Fremad Valby         |
| Roskilde KFUM           | 5:3                   | Gentofte-Vangede IF     |
| Skamby BK               | 6:2                   | Jelling fS              |
| Sankt Klemens Fangel IF | 1:3                   | Randers SK Freja        |
| Svendborg fB            | 3:2                   | IK Skovbakken           |
| Ulbjerg IF              | 1:3                   | Tønder SF               |
| SUB Ullerslev           | 3:4                   | Tarup Paarup IF         |
| Vanløse IF              | 0:5                   | BK Avarta               |
| IK Viking Rønne         | 0:1                   | Helsingør IF            |
| Vordingborg IF          | 3:1 n. V.             | Roskilde BK             |
| Aalborg BK              | 5:0                   | Silkeborg IF            |
| IK Aalborg Chang        | 2:3                   | Fredericia KFUM         |
| Østerbros Boldklub      | 4:1                   | AIK Frederiksholm       |

## 2. Runde
Teilnehmer waren die 28 Sieger der ersten Runde, acht weitere Zweitligisten und vier Erstligisten.
|                         | Ergebnis              |                      |
| ----------------------- | --------------------- | -------------------- |
| B 1938 Idestrup         | 0:5                   | BK Frem Kopenhagen   |
| B 1901 Nykøbing         | 3:1                   | Gladsaxe-Hero BK     |
| Brønshøj BK             | 11:00                 | Østerbros Boldklub   |
| Frederikshavn fI        | 2:3                   | Tarup Paarup IF      |
| Fremad Amager           | 2:3 n. V.             | Kjøbenhavns Boldklub |
| Glostrup IC             | 4:3                   | B 1921 Nykøbing      |
| Hjortshøj-Egå IF        | 0:2                   | Herning Fremad       |
| Helsingør IF            | 3:1 n. V.             | Vordingborg IF       |
| Holstebro BK            | 2:4 n. V.             | Svendborg fB         |
| Ikast FS                | 4:1                   | Fredericia KFUM      |
| Kalundborg GB           | 2:0                   | Tønder SF            |
| Kastrup BK              | 5:0 n. V.             | Greve IF             |
| Kolding BK              | 3:4                   | Aalborg BK           |
| Lindholm IF             | 1:0                   | Skamby BK            |
| Lundtofte BK            | 1:4                   | BK Avarta            |
| Nakskov BK              | 2:1                   | AB Gladsaxe          |
| Nørresundby BK          | 2:2 n. V. (5:4 i. E.) | Korsør BK            |
| Odense Kammeraternes SK | 1:3                   | Randers SK Freja     |
| Roskilde KFUM           | 2:0 n. V.             | Herfølge BK          |
| Viborg FF               | 1:2                   | B 1909 Odense        |

## 3. Runde
Teilnehmer: Die 20 Sieger der zweiten Runde und zwölf weitere Vereine aus der 1. Division 1983.
|                      | Ergebnis              |                  |
| -------------------- | --------------------- | ---------------- |
| B 1903 Kopenhagen    | 0:0 n. V. (4:3 i. E.) | Brønshøj BK      |
| B 1909 Odense        | 2:5 n. V.             | BK Avarta        |
| Esbjerg fB           | 3:2                   | Brøndby IF       |
| BK Frem Kopenhagen   | 2:1                   | Hvidovre IF      |
| Glostrup IC          | 0:1                   | Aarhus GF        |
| Helsingør IF         | 1:0                   | Korsør BK        |
| Kalundborg GB        | 1:2 n. V.             | Næstved IF       |
| Kjøbenhavns Boldklub | 3:1                   | Nakskov BK       |
| Kolding IF           | 2:0                   | Herning Fremad   |
| Køge BK              | 3:1                   | Lindholm IF      |
| Lyngby BK            | 3:2                   | B.93 Kopenhagen  |
| Odense BK            | 2:1                   | Randers SK Freja |
| Svendborg fB         | 6:3 n. V.             | B 1901 Nykøbing  |
| Tarup Paarup IF      | 0:0 n. V. (6:5 i. E.) | Ikast FS         |
| Vejle BK             | 6:0                   | Roskilde KFUM    |
| Aalborg BK           | 2:2 n. V. (4:3 i. E.) | Kastrup BK       |

## 4. Runde
Teilnehmer: Die 16 Sieger der dritten Runde.
|                      | Ergebnis              |                   |
| -------------------- | --------------------- | ----------------- |
| Esbjerg fB           | 1:0                   | Køge BK           |
| BK Frem Kopenhagen   | 1:0                   | B 1903 Kopenhagen |
| Helsingør IF         | 2:1 n. V.             | BK Avarta         |
| Kjøbenhavns Boldklub | 3:2 n. V.             | Næstved IF        |
| Kolding IF           | 1:0                   | Aalborg BK        |
| Lyngby BK            | 1:1 n. V. (4:2 i. E.) | Aarhus GF         |
| Svendborg fB         | 1:4                   | Vejle BK          |
| Tarup Paarup IF      | 0:3                   | Odense BK         |

## Viertelfinale
|                      | Ergebnis |              |
| -------------------- | -------- | ------------ |
| Esbjerg fB           | 0:4      | Vejle BK     |
| BK Frem Kopenhagen   | 1:0      | Helsingør IF |
| Kjøbenhavns Boldklub | 3:2      | Odense BK    |
| Kolding IF           | 0:1      | Lyngby BK    |

## Halbfinale
|                      | Gesamt          |                    | Hinspiel | Rückspiel |
| -------------------- | --------------- | ------------------ | -------- | --------- |
| Kjøbenhavns Boldklub | 4:4 (4:3 i. E.) | BK Frem Kopenhagen | 2:2      | 2:2 n. V. |
| Lyngby BK            | (a)3:3(a)       | Vejle BK           | 1:1      | 2:2       |

## Finale
| Paarung              | Lyngby BK – Kjøbenhavns Boldklub |
| Ergebnis             | 2:1 (1:0) |
| Datum                | 31. Mai 1984 |
| Stadion              | Københavns Idrætspark, Kopenhagen |
| Zuschauer            | 25.800 |
| Schiedsrichter       | Alex Jacobsen |
| Tore                 | 1:0 Michael Lyng (45.) 1:1 Michael Pedersen (63.) 2:1 Flemming Christensen (78.) |
| Lyngby BK            | Henrik Christensen – Tom Olczyk, John Larsen, Lars Sørensen, Peter Packness – John Helt, Michael Schäfer, Bent Christensen – Michael Lyng (58. Michael Christophersen), Flemming Christensen (85. Max Petersen), Tom Vilmar. Cheftrainer: Jørgen Hvidemose |
| Kjøbenhavns Boldklub | Ole Qvist – Henrik Hansen, Jens Busk, Torben Piechnik, Jan Thomasen (41. Claus Windfeld) – Bo Fosgaard, Peter Garly, Brian Petersen – René Hansen, Stig Andersen (44. Michael Pedersen), Lars Schøne. Cheftrainer: Niels-Christian Holmstrøm               |